# Mangacha Gutiérrez
Mangacha Gutiérrez fue una actriz de cine, radio, teatro y televisión argentina.

## Biografía
Mangacha nació en Buenos Aires, Argentina, era la hija del actor y galán  Eliseo Gutiérrez, por lo que desde muy chica se avocó  a la vocación actoral.

## Carrera
Gutiérrez fue una actriz argentina que incursionó  durante la época dorada cinematográfica argentina, acompañando a célebres actores como Elina Colomer, Juan Carlos Thorry, Herminia Velich, Warly Ceriani, Guido Gorgatti, Tincho Zabala, Yaya Palau, entre otros.
En 1946 integra la lista de La Agrupación de Actores Democráticos, durante el gobierno de Juan Domingo Perón, y cuya junta directiva estaba integrada por Pablo Racioppi, Lydia Lamaison, Pascual Nacaratti, Alberto Barcel y Domingo Mania.

### Filmografía
- 1942: Gran pensión La Alegría
- 1950: Una noche en El Relámpago
- 1950: El complejo de Felipe
- 1973: Quiero besarlo, señor
- 1978: La rabona
- 1979: Cantaniño cuenta un cuento [4]

### Radio
Mangacha fue una inteligente actriz, que destacó sus grandes facultades interpretativas en algunos elencos radiotelefónicos junto con actores de la talla de Luis Sandrini, Esperanza Otero, Juan Laborde, Ángel Bazo, Juan Carlos De Seta, Juan Paccini y Gloria Ugarte. Participó en El Relámpago, una redacción periodística que se transmitía por Radio El Mundo, con la participación de actores populares como Guido Gorgatti, Tincho Zabala, Héctor Pascuali y Juan Laborde, con la colaboración del locutor y animador jaime Font Saravia.
En 1943 actuó por Radio El Mundo en el radioteatro El alma en flor de Carlos Schaefer Gallo, junto con Rosa Rosen, Santiago Arrieta, Hugo Pimentel, Martín Zabalúa e Hilda Bernard.
Desde 1944 y por 23 años de emisión ininterrumpida actuó en el programa humorístico Felipe, protagonizado por Luis Sandrini  y acompañado, entre otros, por Juan Carlos Thorry, Tincho Zabala y Juan Laborde.
En 1954 estuvo en la radionovela  ¡Qué pareja! de  Abel Santa Cruz, junto con  Blanquita Santos, Héctor Maselli, Osvaldo Canónico y Roberto Lopresti.
También integró el programa El tribunal de la mujer, junto con Oscar Casco, Rita Miranda, Pepita Forn y Maruja Pais.

### Televisión
En la pantalla chica hizo los programas El Sangarropo y El tango del millón, ambas de 1973.

### Teatro
Gutiérrez hizo en 1934 la obra El Gran Dios Brown, junto con Camila Quiroga, Norma Castillo, Nélida Quiroga, Mary Dormal, Rosita Arrieta, Blanca Vidal, Dora Dolly y Carmen Castex.
En el Teatro Maravillas en 1938 debutó con la "Compañía teatral de Pierina Dealessi". En 1954 hizo la obra El vivo vive del zonzo de Antonio Botta y Marcos Bronenberg, estrenada en el Teatro Boedo, y junto a un elenco compuesto por Agustín Miranda Castro, Oscar Freire, Iván Grondona, Betty Laurenz, María Esther Paonessa, Pepe Ratti, Alicia Rojas, Oscar Soldati y Concha Sánchez.